# Про порося, яке вміло грати у шашки
«Про порося, яке вміло грати у шашки» — анімаційний фільм 1972 року Творчого об'єднання художньої мультиплікації студії Київнаукфільм, режисер — Леонід Зарубін.

## Над мультфільмом працювали
- Режисер: Леонід Зарубін
- Автор сценарію: Володимир Капустян
- Композитор: Борис Буєвський
- Художник-постановник:
- Оператор:
- Звукорежисер: Ігор Погон